# Краснодарская филармония имени Григория Пономаренко
Краснодарская филармония имени Григория Пономаренко — государственное концертное бюджетное учреждение культуры Краснодарского края. Образована 10 мая 1939 года. С 1997 года носит имя композитора Г. Ф. Пономаренко. С 2011 года Государственное концертное бюджетное учреждение культуры Краснодарского края «Краснодарская филармония имени Г. Ф. Пономаренко». Основная функция филармонии — организация и проведение концертов.

## История
В 1935 году бывший Зимний театр, получивший годом ранее имя М. Горького, обрёл постоянную драматическую труппу, а с 1937 года при нём начало работу Краснодарское отделение Государственной филармонии.
С 1934 по 1937 гг. в Краснодаре располагался филиал Азово-Черноморской краевой филармонии.
В 1939 году был издан приказ об образовании Краснодарской краевой филармонии. В мае того же года открыт первый концертный сезон. В годы Великой Отечественной войны деятельность учреждения была приостановлена. После освобождения Краснодара от немецко-фашистских войск филармония возобновила свою работу.
В 1997 году филармонии было присвоено имя композитора, народного артиста СССР Григория Федоровича Пономаренко.

## Здание филармонии
Современное здание филармонии расположено в центре Краснодара, в здании на пересечении улиц Красной (55) и Гоголя (65). Здание постройки 1909 года является памятником архитектуры.
В Екатеринодаре, слывшем певческим и художническим городом, а также городом очень театральным, долгое время не было собственного театра: в городской казне не находилось нужных денег. Здание Филармонии возведено в 1909 г. по проекту академика Ф. О. Шехтеля под руководством екатеринодарского архитектора А. А. Козлова и известного театрального строителя И. С. Жуйкина. Участок земли и деньги на строительство выделили владельцы торгового дома В. В. Гуренков и Болденков. Зданию на 1500 мест, выполненному в стиле модерн изначально дали название Зимний театр.
Первым спектаклем, сыгранным в театре, стала «Аида (опера)» Д. Верди; премьера состоялась 2 октября 1909 года.
Собственной труппы он не имел, однако в стенах охотно выступали Мария (Матильда) Кшесинская, Е. Герцель, Леонид Собинов, В. Е. Дровянников, А. Нежданов, В. Дуров, Игорь Северянин, Владимир Маяковский. Позже, в годы Гражданской, его сцена принимала А.Вертинского и приезжавшего с лекциями бывшего председателя Государственной Думы М.Родзянко. Историки отмечают, что аншлаги с самого начала существования театра были обычным явлением, и к концу спектакля или концерта по заявке дирекции к зданию театра подавался трамвай. Позже театр был переименован в Драматический театр, а с 1939 года в здании находится Краснодарская краевая филармония.
В историю здание Зимнего театра вошло в 1918 году, когда в его зале работали сначала II съезд Советов Кубанской области, а затем Чрезвычайный съезд Советов Кубани и Черноморья (тогда была образована просуществовавшая всего несколько месяцев Кубано-Черноморская республика) и Чрезвычайный съезд Советов всего Северного Кавказа, на котором присутствовал в виду его важности Чрезвычайный комиссар юга России С.Орджоникидзе: на этом съезде Кубано-Черноморская, Ставропольская республики и Терская область объединились в огромную Северо-Кавказскую республику. Центром её стал Екатеринодар.
Своё современное название Краснодар получил также в здании Зимнего театра; произошло это 7 ноября 1920 года.
Частыми гостями на проходивших в нём отныне конференциях и съездах бывали К. Е. Ворошилов, А. И. Микоян, С. М. Буденный, М. И. Калинин, В. Г. Плеханов. Продолжались и театральная и концертная жизнь. С гастрольными спектаклями приезжали детский театр Н.Сац, московская студия Айседоры Дункан, ансамблем Малого театра — Е.Турчанинова, П.Садовский, Е.Гоголева, А.Яблочкина.

## Коллектив филармонии

### Солисты филармонии
- Вероника Журавлева-Пономаренко
- Владимир Бурылев
- Михаил Поповчук
- Наталья Нифонтова
- Валентина Савельева
- Ирина Игнатенко
- Зоя Миронова
- Мария Набокова
- Кирилл Кирпичёв

## Интересные факты
Место, на котором расположено современное здание Краснодарской филармонии (угол улиц Гоголя и Красной), находится точно на 45 параллели северной широты.